# داویت هامبارتسومیان
داویت هامبارتسومیان (ارمنی: Դավիթ Համբարձումյան، زاده ۲۴ ژوئن ۱۹۵۶ در کاپان - درگذشته ۱۱ ژانویه ۱۹۹۲ در ایروان) یک شیرجه‌رو اهل ارمنستان بود